# Telamona barbata
Telamona barbata är en insektsart som beskrevs av Van Duzee. Telamona barbata ingår i släktet Telamona och familjen hornstritar. Inga underarter finns listade i Catalogue of Life.